# Koyra chiini
Pour les articles homonymes, voir Songhaï.
Le koyra chiini, aussi appelé songhaï de l’Ouest, est une variété de songhaï parlée au Mali par environ 200 000 personnes le long du Niger à Tombouctou, et à l’ouest, en amont, à Diré, Tonka, Goundam et Niafunké, ainsi qu’à Araouane dans le nord.
Le djenné chiini, le dialecte parlé à Djenné, est mutuellement intelligible avec le koyra chiini mais a des différences notables, en particulier les voyelles additionnelles ([ɛ] et [ɔ]) et des différences grammaticales propres à du rhème.
À l’est de Tombouctou, les populations parlent le koyraboro senni, aussi appelé songhaï de l’Est.
Contrairement à la majorité des langues songhaï, le koyra chiini n’est pas de tons phonémiques et utilise l’ordre syntaxique sujet-verbe-objet plutôt que l’ordre sujet-objet-verbe. Les phonèmes /z/ et /dʒ/ des autres langues songhaï sont fusionnés en un seul phonème /dʒ/ en koyra chiini et djenné chiini, excepté dans certains mots d’emprunts.

## Sources
- Jeffrey Heath, Dictionnaire songhay-anglais-français, t. 1 : Koyra Chiini, ou « songhay de Tombouctou », Paris, L’Harmattan, 1998 (ISBN 2-7384-6726-1 et 9782738467263)
- Jeffrey Heath, Dictionnaire songhay-anglais-français, t. 2 : Djenné Chiini, ou "songhay de Djenné", Paris, L’Harmattan, 1998 (ISBN 273846727X et 9782738467270)
- (en) Jeffrey Heath, A grammar of Koyra Chiini: The Songhay of Timbuktu, Walter de Gruyter, 1999 (ISBN 9783110804850)
- (en) Jeffrey Heath et Wilhelm J. Möhlig, Texts in Koyra Chiini Songhay of Timbuktu, Mali, Ruediger Koeppe, 1998 (ISBN 3-89645-260-6)